# Lucas Pope
Lucas Pope (1977 of 1978) is een Amerikaans computerspelontwikkelaar, momenteel woonachtig in Saitama, Japan. Pope is voornamelijk bekend om zijn experimentele computerspellen, zoals Papers, Please uit 2013 en Return of the Obra Dinn uit 2018. Beide spellen hebben de Seumas McNally Grand Prize gewonnen als onderdeel van het Independent Games Festival.

## Carrière
In 2003 begon Pope zijn professionele carrière als ontwikkelaar voor Realtime Associates. Hier ontmoette hij zijn vrouw, Keiko Ishizaka. In 2007 ging Pope werken voor Naughty Dog. Bij beide bedrijven waren zijn werkzaamheden gericht op het ontwikkelen van GUI-tools. Hij werkte mee aan de productie van Uncharted en Uncharted 2. In 2010 verliet hij Naughty Dog en verhuisde hij met zijn vrouw naar Japan. Met als doel om dichterbij de familie van Ishizaka te wonen en zich te richten op het ontwikkelen van indie spellen.
In de daaropvolgende jaren reisde Pope en Ishizaka regelmatig af naar de Verenigde Staten. Dit vormde de inspiratie voor een spel met een paspoortinspecteur, wat leidde tot Papers, Please in 2013. Na het succes van dat spel, had Pope moeite met de hoge verwachtingen voor zijn volgende spel.
In 2018 bracht hij Return of the Obra Dinn uit.

## Persoonlijk leven
Pope is getrouwd met Keiko Ishizaka. Samen met hun twee kinderen wonen ze in Saitama, Japan.
- MusicBrainz: dab3c996-cdce-4c07-b018-cb81e3562359
- Virtual International Authority File: 4883154198321320230000